# Сиротов, Дмитрий Иванович
Дми́трий Ива́нович Сиротов (1869 — после 1929) — член III Государственной думы от Симбирской губернии, крестьянин.

## Биография

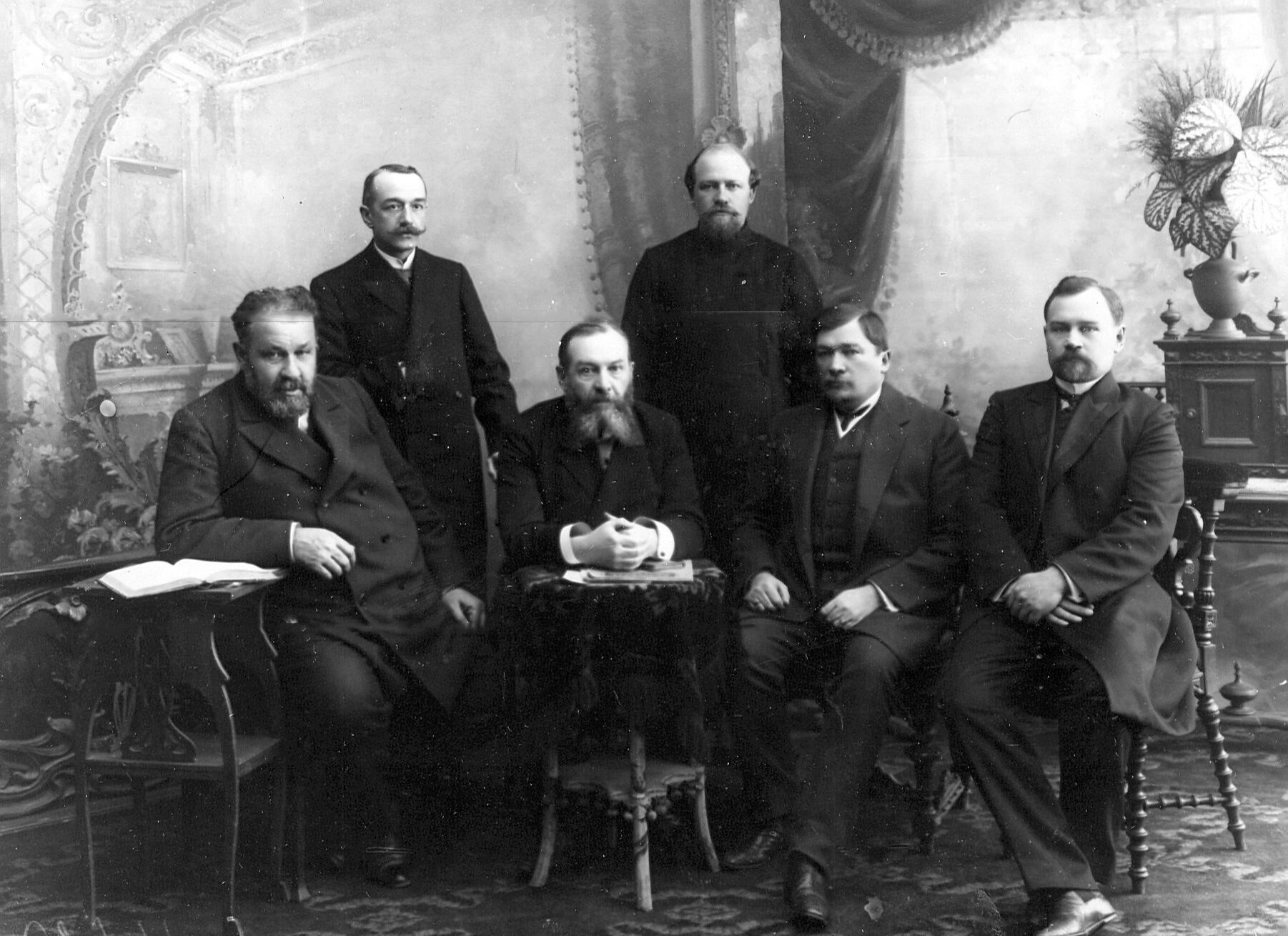
Члены Государственной думы III созыва от Симбирской губернии. Д. И. Сиротов — первый справа, стоит.

Православный, крестьянин села Тарханово Тархановской волости Ардатовского уезда.
Окончил сельскую школу. Занимался земледелием (1½ десятины надельной земли), владел магазином в Тарханове. До избрания в Думу одно трехлетие состоял волостным старшиной.
В 1907 году был избран в члены Государственной думы от Симбирской губернии съездом уполномоченных от волостей. Входил во фракцию умеренно-правых, с 3-й сессии был беспартийным. Состоял членом сельскохозяйственной комиссии.
После революции жил в родном селе. 9 июня 1929 года был арестован, 14 сентября — Особым совещанием при Коллегии ОГПУ приговорен к высылке в Северный край на три года по статьям 58-10, 58-8 УК РСФСР.
Дальнейшая судьба неизвестна. Был женат.